# My Day

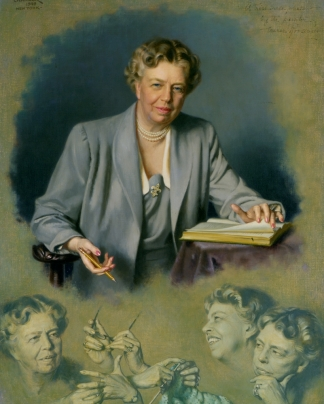
Ein Porträt von Eleanor Roosevelt beim Verfassen ihrer Kolumne „My Day“ im Jahr 1949

My Day war eine Zeitungskolumne, die von der First Lady der Vereinigten Staaten Eleanor Roosevelt (ER) vom 31. Dezember 1935 bis zum 26. September 1962 an sechs Tagen in der Woche geschrieben wurde. In ihrer Kolumne erörterte Roosevelt Themen wie Bürgerrechte, Frauenrechte und verschiedene aktuelle Ereignisse (Prohibition, New-Deal-Programme, Heimatfront der Vereinigten Staaten im Zweiten Weltkrieg, Pearl Harbor, Wasserstoffbombe, Bürgerrechtsbewegung usw.). Diese Kolumne ermöglichte es Eleanor Roosevelt, ihre Ideen, Gedanken und Ansichten zum Zeitgeschehen über die Lokalzeitungen an die amerikanische Öffentlichkeit weiterzugeben. Mit My Day wurde Roosevelt die erste First Lady, die eine tägliche Zeitungskolumne schrieb. Roosevelt schrieb auch für das Ladies Home Journal, McCall’s und veröffentlichte verschiedene Artikel in der Vogue und anderen Frauenzeitschriften.
Die White House Historical Association und das Eleanor Roosevelt Papers Project arbeiten gemeinsam an einem digitalen Geschichtsprojekt zum Gedenken an Roosevelts beste Schriften. Unter der Leitung von Projektleiterin Allida M. Black arbeitet das Eleanor Roosevelt Papers Project am Columbian College of Arts and Sciences daran, digitale und gedruckte Versionen von Roosevelts politischen Schriften zu veröffentlichen. Derzeit wird an der Transkription ihrer Radio- und Fernsehauftritte gearbeitet. Dieses Archiv umfasst eine vollständige Auflage von My Day.

## Autorin

### Persönliches

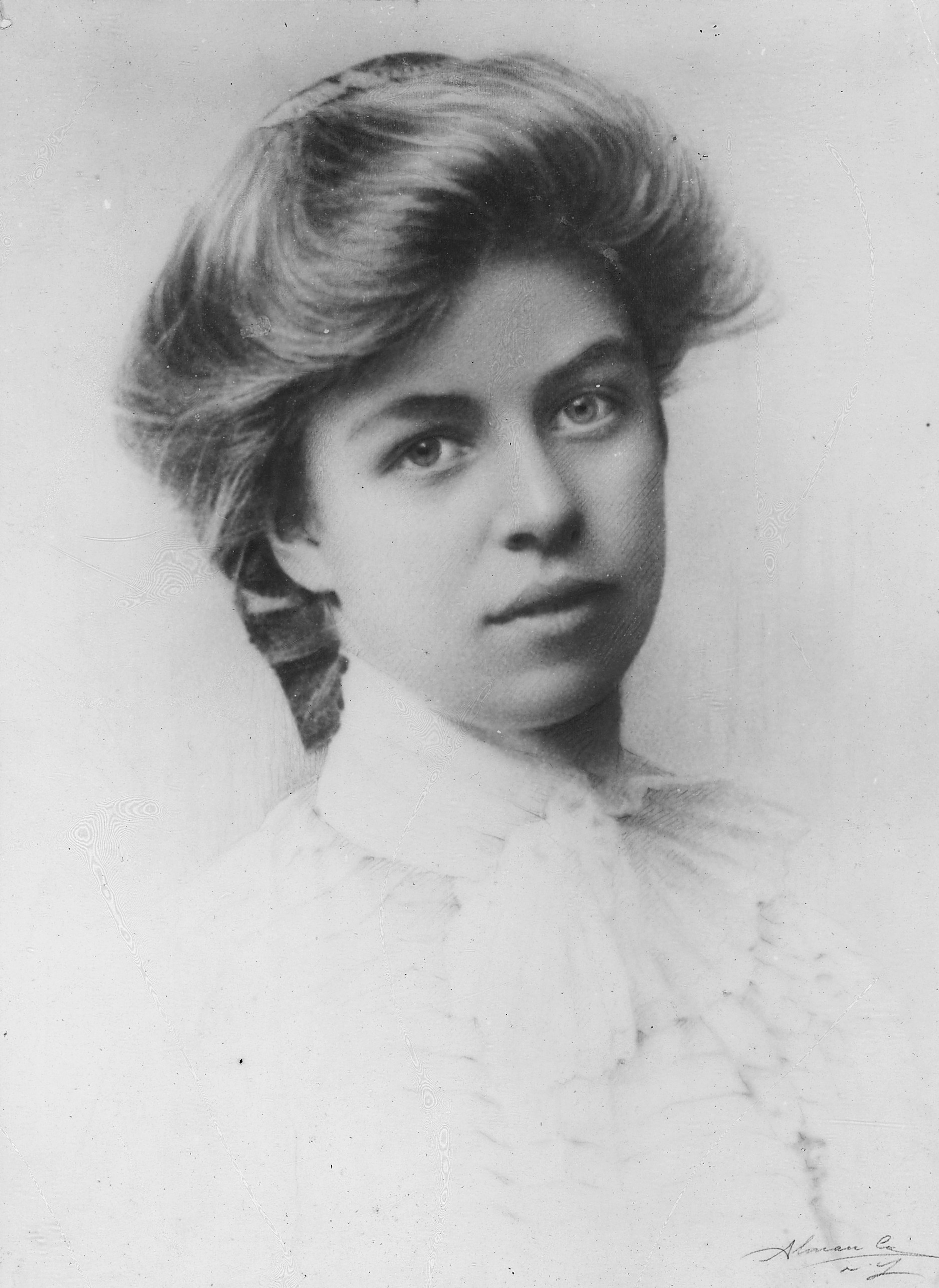
Schulporträt von Eleanor Roosevelt (1898)

Anna Eleanor Roosevelt wurde am 11. Oktober 1884 in Manhattan, New York City, im ersten Haus ihrer Eltern geboren, Anna Hall, ihre Mutter, stammte aus einer wohlhabenden Familie und heiratete am 1. Dezember 1883 Elliott Roosevelt. Die Kindheit von Eleanor Roosevelt war aufgrund der schweren Alkoholsucht ihres Vaters, der kalten Persönlichkeit ihrer Mutter und der scheiternden Ehe ihrer Eltern mit vielen Schwierigkeiten verbunden. Ihre Mutter starb plötzlich im Jahr 1892, als sie acht Jahre alt war, ihr jüngerer Bruder starb tragischerweise im Jahr darauf, und ihr Vater starb im Jahr darauf. Nach einer Ausbildung in Übersee kehrte Roosevelt in die Vereinigten Staaten zurück und lernte ihren Cousin fünften Grades, Franklin Delano Roosevelt (FDR), kennen. Nachdem sie zunächst heimlich umeinander geworben hatten, entdeckte die Mutter von Franklin Delano Roosevelt ihre Beziehung und erlaubte ihnen schließlich im Jahr 1905 zu heiraten. Eleanor Roosevelt war 20 Jahre und Franklin Delano Roosevelt war 22 Jahre alt. Sie hatten sechs gemeinsame Kinder. Nach ihrem Tod im Jahr 1962 wurde sie in ihrem Haus im Hyde Park neben ihrem Mann beigesetzt.

### Öffentliches Leben

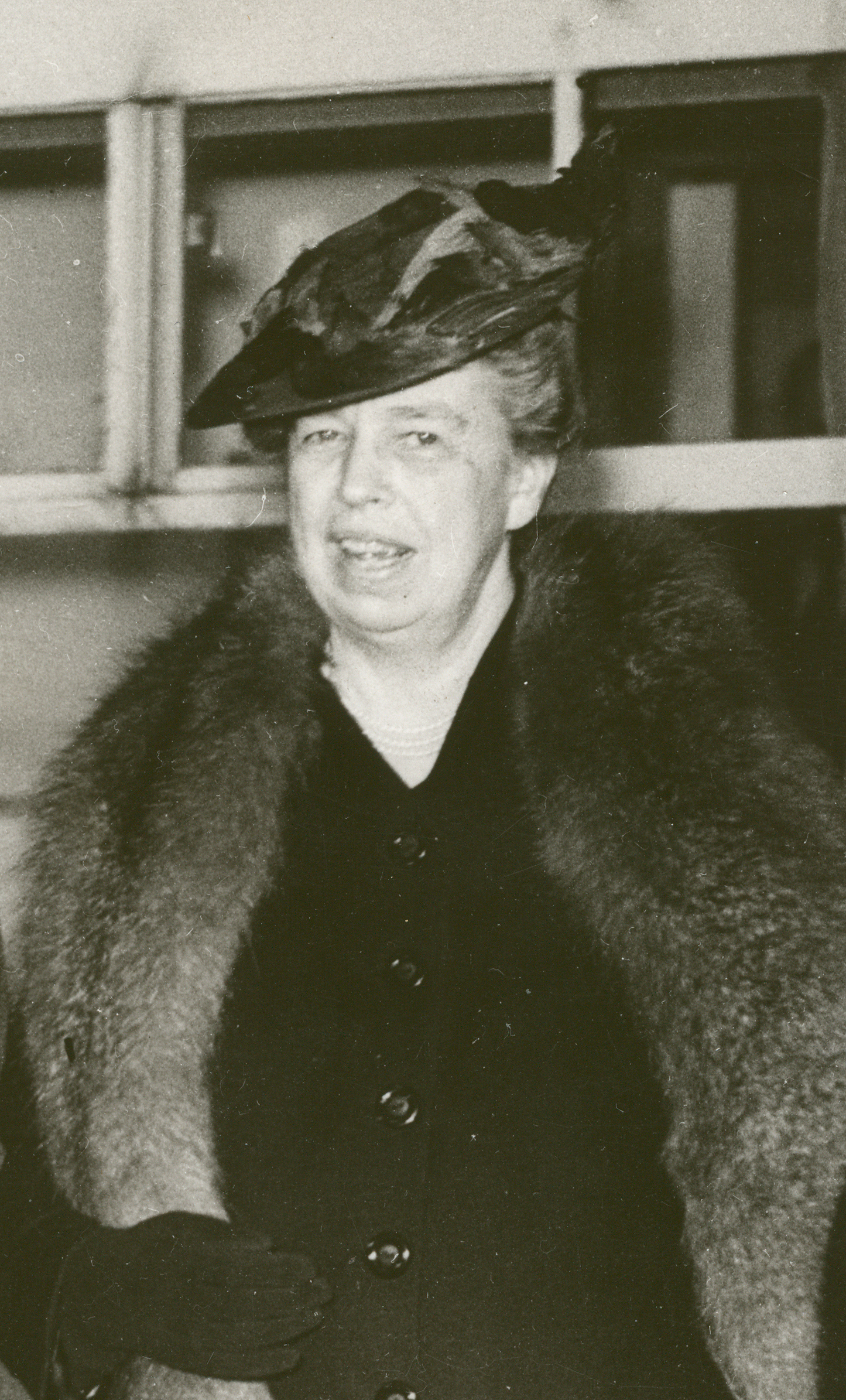
First Lady Eleanor Roosevelt (1942)

Als Nichte des ehemaligen US-Präsidenten Theodore Roosevelt und Ehemann des US-Präsidenten Franklin Delano Roosevelt war Eleanor Roosevelt zu einem großen Teil ihres Lebens in der Gesellschaft tätig. Obwohl sie am besten als First Lady der Vereinigten Staaten bekannt ist, begann ihr öffentliches Leben lange bevor sie diesen Titel trug. Inspiriert von der Betonung politischer und sozioökonomischer Reformen durch ihren Onkel, beteiligte sie sich aktiv an der sozialen Reformbewegung der Progressiven Ära. Ferner engagierte sie sich ehrenamtlich in den Armenvierteln von New York City. Vor ihrer Zeit als First Lady arbeitete sie auch als Sekretärin, Lehrerin und Ermittlerin. In diesen frühen Jahren ihres öffentlichen Lebens entwickelte sich ihr lebenslanges Interesse an Bürgerrechten, Frauenrechten, Bildung und Armutsbekämpfung.
Nach ihrer Heirat mit Franklin Delano Roosevelt 1905 und seiner Wahl zum Präsidenten verstand Mrs. Roosevelt die soziale, politische und wirtschaftliche Lage der amerikanischen Öffentlichkeit besser als jede ihrer Vorgängerinnen.
Als ihr Ehemann an Poliomyelitis erkrankt war, engagierte sie sich pflichtbewusst in seinen politischen Angelegenheiten und weitete damit ihr Engagement im amerikanischen Aktivismus erneut aus. Als Auge und Ohr ihres Mannes wandelte sie sich von der progressiven Reformerin über die New Dealerin zur „First Lady of the World“ und verlieh den intensiven kulturellen Debatten der Weltwirtschaftskrise (engl. Great Depression), des Kalten Krieges, der Bürgerrechte, der Kinderfürsorge, der Wohnungsreform und der Frauenrechte eine menschliche Note.
Als echte Aktivistin richtete sie regelmäßige Pressekonferenzen für Frauen im Weißen Haus ein und unternahm als First Lady ausgedehnte Reisen. Präsident Harry S. Truman ernannte sie 1946 zur Delegierten in der Generalversammlung der Vereinten Nationen und machte sie zur ersten Vorsitzenden der UN-Menschenrechtskommission. Präsident John F. Kennedy ernannte sie zur Vorsitzenden seiner Kommission für die Stellung der Frau, und in ihrem letzten Lebensjahrzehnt warb Mrs. Roosevelt auch für die Demokratische Partei.

## My Day-Kolumne

### Hintergründe
Eleanor Roosevelts Wunsch, mehr Geld zu verdienen, motivierte sie ursprünglich zur Gründung der Kolumne, da sie einen Großteil der Einnahmen aus der Kolumne für philanthropische Zwecke ausgab. My Day war nicht ihre erste Erfahrung mit dem Schreiben, und ihr literarischer Agent, George T. Bye, ermutigte sie, die Kolumne zu schreiben. Obwohl sie kein Tagebuch führte, schrieb sie vor der Präsidentschaftswahl ihres Ehemanns häufig Beiträge für Zeitschriften, und 1933 war das United Features Syndicate (UFS), ein renommiertes Redaktions- und Medienunternehmen, das erste, das sie aufforderte, als First Lady eine tägliche Kolumne zu schreiben. Das United Features Syndicate schlug den Titel der Kolumne vor und inspirierte Eleanor Roosevelt dazu, über ihre täglichen Erfahrungen zu schreiben, und bestimmte die Kolumne in den ersten Jahren. My Day war Roosevelts sechs Tage in der Woche erscheinende Zeitungskolumne, die sie vom 30. Dezember 1935 bis zum 26. September 1962 schrieb. Zu Beginn des Jahres 1938 erschien My Day in 62 Zeitungen in den Vereinigten Staaten.
Bis 1940 war das Interesse an My Day so groß geworden, dass das United Features Syndicate Roosevelt einen Fünfjahresvertrag anbot, obwohl sie das Weiße Haus bereits verlassen hatte. Auf dem Höhepunkt in den 1950er Jahren erreichten ihre Einträge 4.034.554 Menschen und My Day erschien in 90 Zeitungen in den Vereinigten Staaten. Als ob sie an einen lieben Freund geschrieben wären, berichten die Einträge von Menschen, die sie getroffen hat, wohin sie gereist ist, was sie gedacht hat und wie sie mit dem Druck ihres extrem öffentlichen Lebens zurechtkam. Bis 1957 stellten einige Zeitungen, wie das Scripps Howard Syndicate, die Veröffentlichung von My Day ein, weil ihre Kolumnen zu politisch wurden. Ungeachtet dessen schrieb sie weiter Kolumnen und forderte ihre Leser auf, „ihrem Gewissen zu folgen“, nicht ihren Ängsten. Als sie älter wurde, bat sie 1961 darum, dass ihre 500 Wörter umfassenden Kolumnen jeden zweiten Tag erscheinen sollten. Ihre letzte Kolumne wurde am 26. September 1962 veröffentlicht, nur zwei Monate vor ihrem Tod. Obwohl sich ihr Gesundheitszustand bereits in ihren letzten Lebensjahren verschlechtert hatte, gab Eleanor Roosevelt nie einen Hinweis darauf, dass ihre Krankheit die Produktivität ihrer Kolumne gefährdete.

### Inhalt der Kolumne
Eleanor Roosevelt veröffentlichte den Inhalt ihrer My Day-Kolumnen mit Absicht und Zielstrebigkeit. Der Inhalt ihrer Artikel, die in einfachen, tagebuchähnlichen Einträgen ihren Tag kommentierten, war von zentraler Bedeutung für die Friedenskonsolidierung und das Eintreten für die Menschenrechte, unterstützte Reformen und rief zum Aktivismus auf. New-Deal-Programme, Bürgerrechte, Frauenrechte und aktuelle Ereignisse waren die Themen der meisten ihrer Kolumnen.

#### New Deal Programme
Während der Weltwirtschaftskrise wurden in ihrer My Day-Kolumne eine Fülle von New-Deal-Programmen vorgestellt und gefördert. Diese New-Deal-Programme verschafften Millionen von arbeitslosen Amerikanern Arbeit und sorgten gleichzeitig für den Wiederaufbau der Wirtschaft des Landes. Als First Lady schrieb sie häufig über ihre landesweiten Ausflüge, um Projekte der Public Works Administration (PWA), des Civilian Conservation Corps (CCC), der Works Progress Administration (WPA) und der National Youth Administration (NYA) zu besuchen.

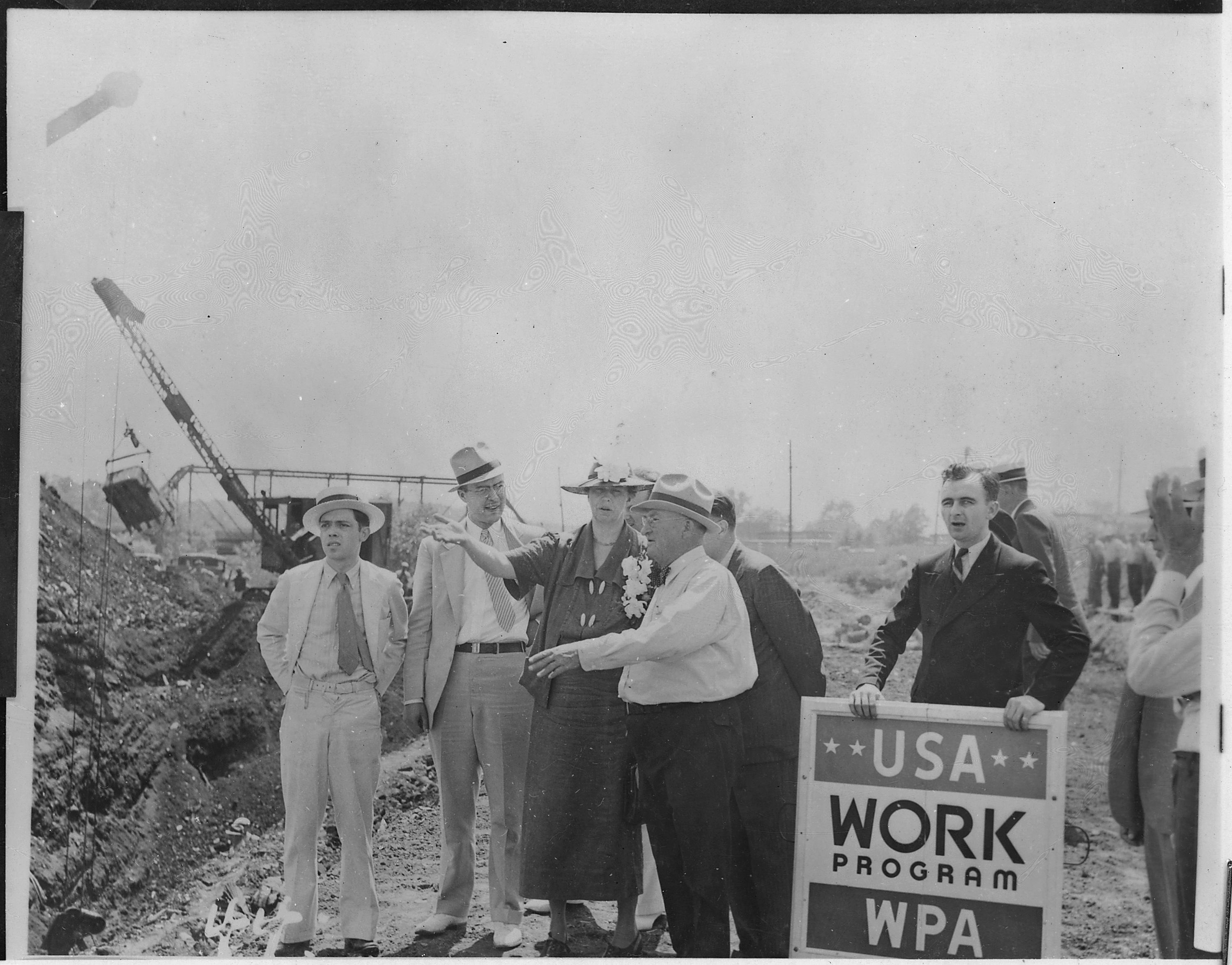
Eleanor Roosevelt beim Besuch eines Projekts der Works Progress Administration in Des Moines (Iowa), im Jahr 1936

Eines der WPA-Projekte führte sie im Jahr 1936 nach Des Moines in Iowa. In ihren My Day-Artikeln vom 8. bis 10. Juni desselben Jahres berichtete sie über ihre Reise und gab wichtige Einblicke in das Projekt. Roosevelt fuhr durch Gehöfte, Kohleminensiedlungen und Ackerland und kommentierte die anstrengende körperliche Arbeit, die reichhaltigen Böden, die großen Familien und die stolzen landwirtschaftlichen Errungenschaften, die alle durch das WPA ermöglicht wurden. Sie wies insbesondere darauf hin, dass fünfzig Familien in Des Moines, Iowa, auf dem besten Weg zu einem Leben im Überfluss waren, und zwar dank der Bemühungen des WPA in den Bereichen Wohnungsreform, Investitionen und Bergbaucamps.

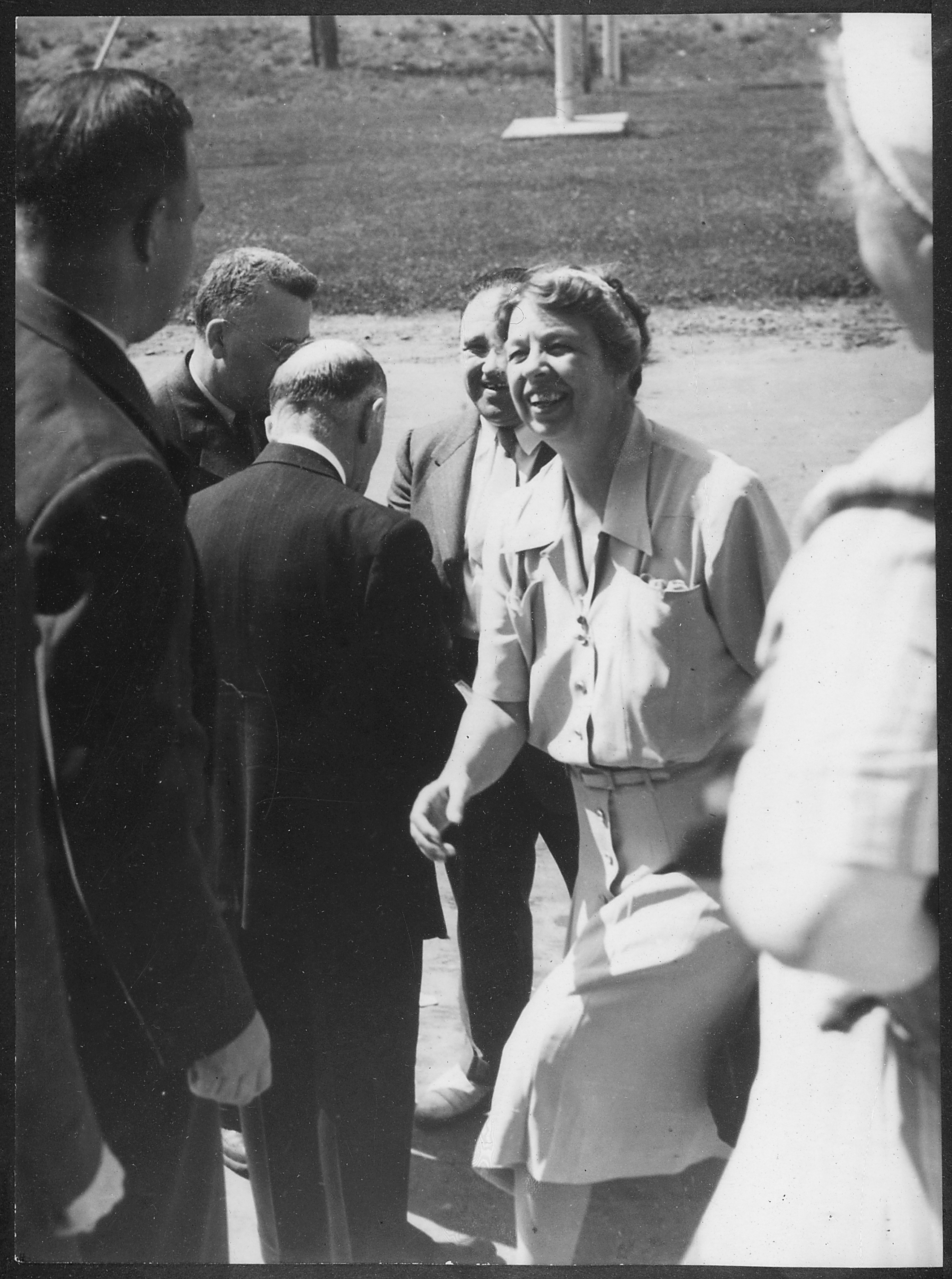
Eleanor Roosevelt beim Besuch der National Youth Administration in Quoddy Village, Maine, im Juli 1941

Eleanor Roosevelt verbrachte auch viel Zeit mit der Unterstützung der National Youth Administration (NYA). Im Juli 1941 besuchte sie verschiedene Projekte im Bundesstaat Maine. In ihrer Kolumne My Day vom 12. Juli [1941] kommentierte sie ihre Reise durch Campobello und Quoddy Village. Sie berichtete vom Erfolg der Männer in der Konservenindustrie, vom Erfolg der Frauen in der Strickindustrie, von ihren Erlebnissen mit Schülern bei der Arbeit und beim gemeinsamen Spielen und vom Tanzabend der Handelskammer von Campobello Island.

#### Bürgerrecht
My Day unterstützte nicht nur die New-Deal-Programme, sondern rief auch Aktivismus hervor und schuf so die Basis zur Unterstützung rassischer Minderheiten.

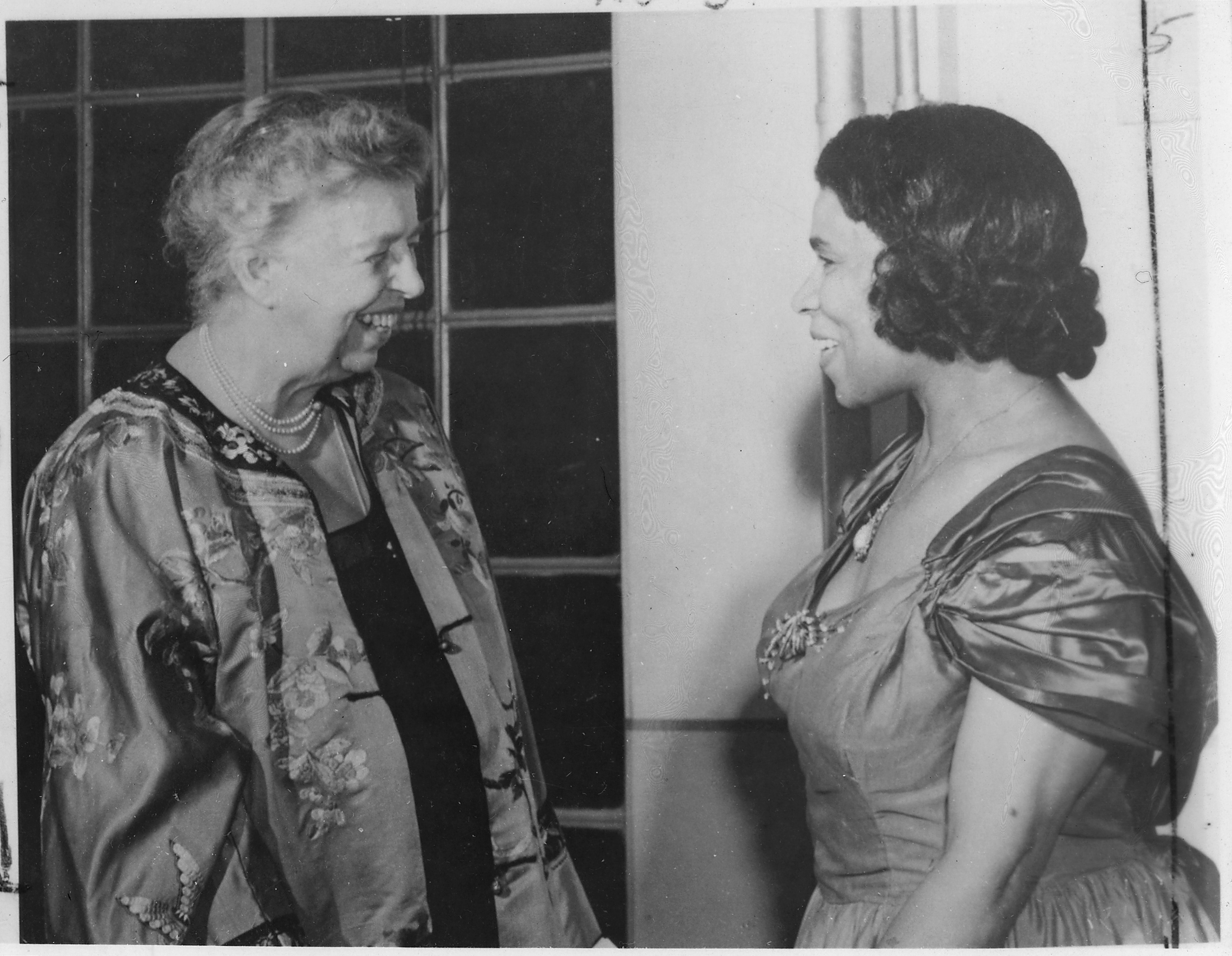
Eleanor Roosevelt begrüßt 1953 die Opernsängerin Marian Anderson. Ihre Freundschaft hielt noch lange nach ihrer ersten Begegnung im Jahr 1935 an.

Die Rolle von Eleanor Roosevelt beim Konzert von Marian Anderson beispielsweise hat den Rassismus in den Vereinigten Staaten zutiefst erschüttert, auch wenn die Amerikaner zu diesem Zeitpunkt nicht die ganze Bedeutung verstanden. Eleanor Roosevelt lernte die Altistin Anderson 1935 kennen, nachdem sie im Weißen Haus aufgetreten war. Als Anderson 1939 für die Howard University School of Music sang, bat sie die Daughters of the American Revolution (DAR), ihr das 4.000 Personen fassende Auditorium in Washington, D.C. als Konzertort zur Verfügung zu stellen. Die DAR, die immer noch nach Rassen getrennt war und nur Weiße auf der Bühne auftreten ließ, lehnte Andersons Antrag ab. Empört über die Ablehnung des DAR überreichte First Lady Eleanor Roosevelt Anderson auf dem Kongress der National Association for the Advancement of Colored People (NAACP) die Spingarn Medal und lud sie ein, später im Jahr im Weißen Haus für die Königin von England und ihren Mann Prince Philip aufzutreten. Roosevelt trat 1939 auch von ihrem Amt als DAR-Präsidentin zurück. In ihrem My Day-Artikel über das Konzert lobte sie Andersons Stimme und nannte ihren Auftritt einen „seltenen Genuss“. Roosevelt drückte ihren Wunsch aus, dass Andersons Musikkarriere in Amerika Erfolg haben möge, denn sie habe noch nie eine schönere, bewegendere und ausgeglichenere Künstlerin gehört.

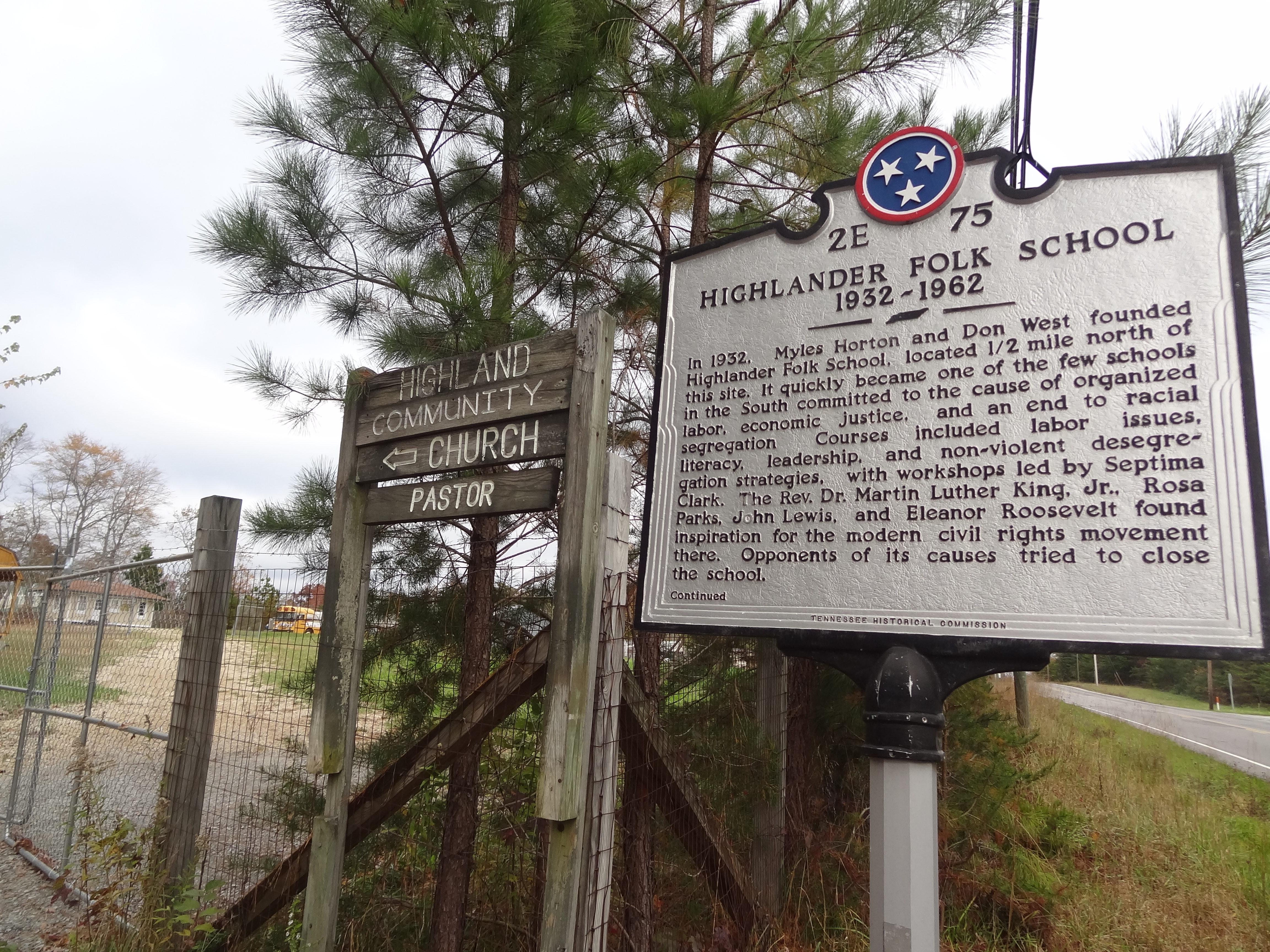
Das historische Denkmal der Highlander Folk School befindet sich eine halbe Meile nördlich des Standorts der Schule. Der historische Gedenkstein erinnert an das Engagement der Schule für wirtschaftliche Gerechtigkeit, organisierte Arbeit und ein Ende der Rassentrennung.

Bildung für rassische Minderheiten spielte auch in Eleanor Roosevelts Kolumne My Day eine wichtige Rolle. Am 17. Juni 1958 besuchte sie die Highlander Folk School im Ort Monteagle in Tennessee. In Anwesenheit von Myles Horton (1905–1990), einem der Gründer der Schule, und James Stokely, dem Autor von Neither Black Nor White, unterstützte sie die Mission dieser Schule und ihre Überzeugung, dass Bildung ein Instrument für den sozialen Wandel ist. Im Laufe der Jahre spielte die Schule eine wichtige Rolle in vielen politischen Bewegungen, darunter die Arbeiterbewegung im Süden in den 1930er Jahren und die Bürgerrechtsbewegung in den 1940er bis 1960er Jahren. In den Gründungsjahren der Schule konzentrierte sich die Highlander Folk School auf die Organisierung von Arbeitslosen und Arbeitern, bildete Gewerkschaftsorganisatoren und -führer im gesamten Süden aus und bekämpfte die Segregation in der Arbeiterschaft, indem sie 1944 ihren ersten integrierten Workshop abhielt. In ihrem My Day-Eintrag über die Highlander Folk School lobte sie das erweiterte Budget für das Schulprogramm, die neuen Bildungsmöglichkeiten für afroamerikanische Jugendliche und die künftigen Beschäftigungsmöglichkeiten, bei denen „Schwarze und Weiße Seite an Seite arbeiten“.

#### Frauenrechte
Neben den New-Deal-Programmen und den Bürgerrechten wurden in My Day regelmäßig Themen im Zusammenhang mit den Errungenschaften der Frauen und den Frauenrechten behandelt.

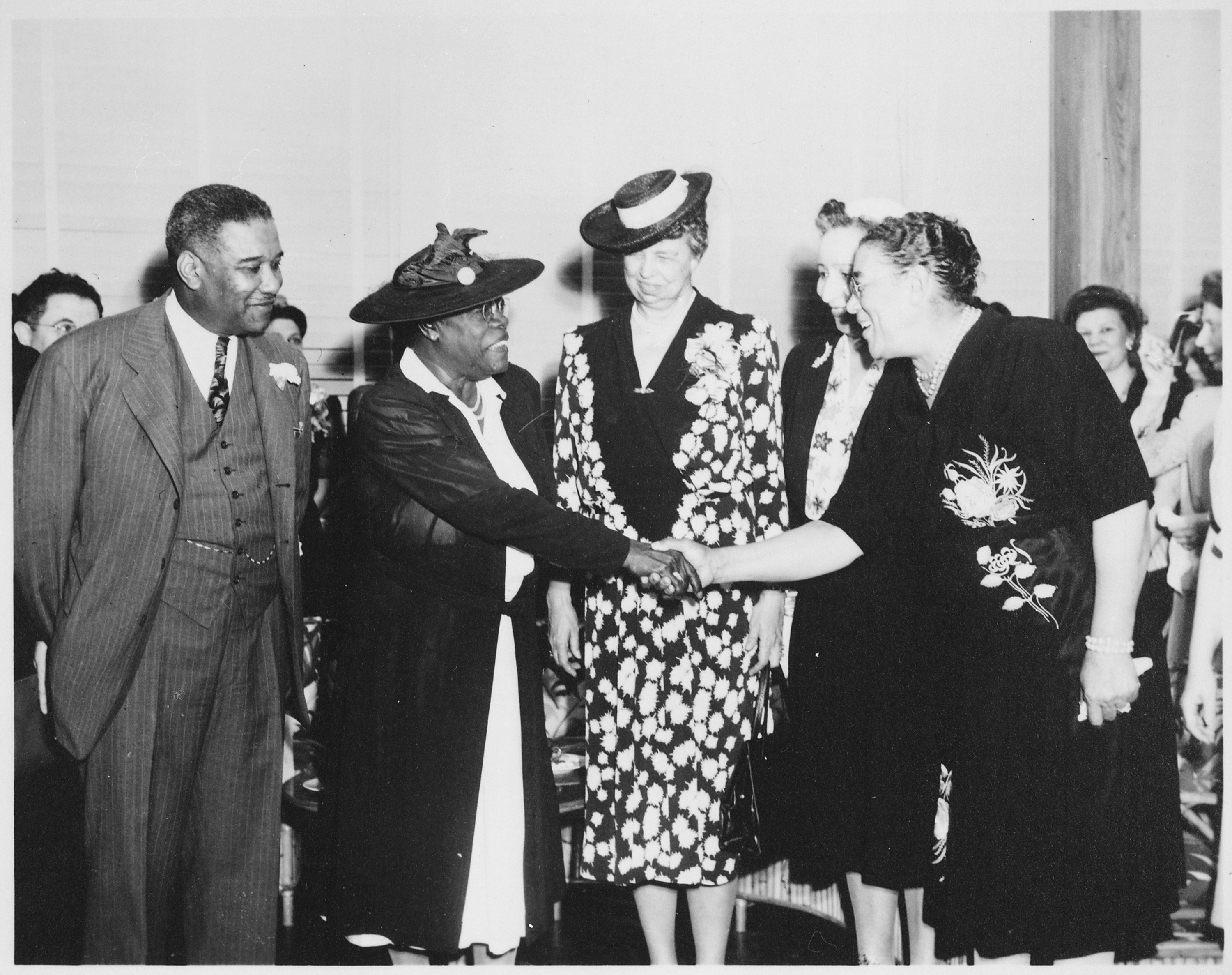
Eleanor Roosevelt, Mary McLeod Bethune und andere bei der Eröffnung von Midway Hall, einem der beiden Wohngebäude der Daytona Beach Literary and Industrial School for Training Negro Girls im Mai 1943

In Roosevelts My Day-Artikeln taucht immer wieder eine Frau namens Mary McLeod Bethune auf. Als jüngstes von sechzehn Kindern und einziges Geschwisterkind, das frei geboren wurde, kämpfte Dr. Bethune mit Respekt für die Rechte der Afroamerikaner und erwarb eine Ausbildung zu einer Zeit, als es für schwarze Frauen unmöglich schien, dies zu tun. Sie baute und eröffnete ein afroamerikanisches College in Florida, die Daytona Beach Literary and Industrial School for Training Negro Girls, setzte ihren Glauben als „Waffe und Schild“ ein und arbeitete von 1936 bis 1943 als Direktorin der Division of Negro Affairs der National Youth Administration. In ihrem My Day-Artikel vom 20. Mai 1955 trauerte Eleanor Roosevelt um ihre gute Freundin und Aktivistin Bethune und würdigte ihr Lebenswerk, ihren Eifer für die Bildung der schwarzen Jugend, ihre Weisheit, Güte und Freundschaft.

Miss Mary (Molly) W. Dewson bei ihrer Vereidigung als Vorsitzende der Frauenabteilung des Demokratischen Nationalkomitees in Washington, D.C. am 23. August 1937

Auch andere Frauen tauchen immer wieder in den My Day-Kolumnen auf. Beispielsweise würdigte sie Miss Mary (Molly) Dewson, Mrs. Dorothy McAllister, Mrs. May Evans und das gesamte Personal der Frauenabteilung des Democratic National Committee (DNC) am 6. Mai 1940. Wenn Eleanor Roosevelt in den 1930er Jahren die wichtigste Figur im Bereich der Frauenrechte war, stand Dewson ihr in nichts nach. Als Verantwortliche für die demokratischen Frauen Amerikas leitete Dewson mit der Einbeziehung von Frauen in die Politik ein eigenes neues Abkommen ein. Als Leiterin der Frauenabteilung des DNC, Vorsitzende des Beratungsausschusses der Frauenabteilung und stellvertretende Vorsitzende des Demokratischen Nationalkomitees wurde sie „Amerikas erste weibliche politische Chefin“. Dewson und Roosevelt wurden enge Freunde, und sie teilten viele gemeinsame Werte, insbesondere den Einsatz der Politik für die Stärkung der Rechte der Frauen. In ihrer Kolumne vom 6. Mai 1940 würdigte Eleanor Roosevelt die Frauen der Vereinigten Staaten, beglückwünschte die große Zahl von Frauen, die an der Konferenz des National Institute of Government teilnahmen, würdigte die Bildungsprogramme für demokratische Frauen und erkannte die persönlichen Opfer an, die diese Frauen zur Förderung des Programms bringen mussten. In derselben Kolumne erwähnte sie, dass sie auch Zeit mit den Young Democratic Women verbrachte und von deren Hartnäckigkeit und Wachsamkeit beeindruckt war, was zeigte, wie groß ihr Einfluss auf die Frauenrechte war.

### Zielgruppe
Eleanor Roosevelts My Day erreichte mehr als vier Millionen Menschen und ließ die amerikanische Öffentlichkeit durch ihre informellen und gesprächigen Kolumnen an ihrem öffentlichen und privaten Leben teilhaben. Als Befürworterin des New Deal fanden ihre Kolumnen großen Anklang bei arbeitslosen Amerikanern und Personen, die mit unzähligen New-Deal-Projekten in Verbindung standen. Im Laufe der Präsidentschaft von Franklin Delano Roosvelt ermutigte sie ihren Mann und seine Berater, die Reichweite des New Deal auszuweiten, um amerikanische Frauen und Angehörige von Minderheiten stärker zu unterstützen. Diese Frauen und Minderheiten waren besonders empfänglich für My Day, da Roosevelt in den Kolumnen alltägliche Ratschläge zu Mahlzeiten, Haushaltsführung, Kindererziehung, Ehebeziehungen, sozialer Gerechtigkeit, Gewerkschaften und Kommunikation einfließen ließ. Ein einzigartiges Netzwerk von Freunden, Frauen und Angehörigen von Minderheitengruppen las Eleanor Roosevelts's My Day mit großer Aufmerksamkeit. Ihr ging es auch darum, die amerikanische Jugend in die Arbeitswelt zu integrieren. Durch ihre maßgebliche Rolle bei der National Youth Administration schrieb sie oft über die Bereitstellung von Arbeit und Ausbildung für Millionen junger Männer und Frauen und dehnte die Reichweite ihrer Kolumne auf die jungen Erwachsenen Amerikas aus. Als die Vereinigten Staaten in den Zweiten Weltkrieg eintraten, vertiefte sich ihre Beziehung zur amerikanischen Öffentlichkeit in Verbindung mit ihren Bemühungen, über die Heimatfront zu schreiben. Bis 1954 war My Day zu Roosevelts politischer Plattform und ihrem Tagebuch geworden. Es war das wichtigste Mittel, mit dem sie selbstgefällige Demokraten, politikscheue Amerikaner und apathische Bürger dazu aufforderte, die Verantwortung für das Leben in einer Demokratie zu übernehmen. Das konsequente Eintreten für ihre kontroverse Art erregten viel Aufmerksamkeit, und so war es keine Überraschung, dass sie ein weitreichendes Publikum fand. Ihr umfassendes Engagement für die Demokratie vermittelte den Amerikanern den Eindruck, dass sie „eine von uns“ war.

## Einfluss
Wie Eleanor Roosevelt befürchtete, sind die Erinnerung und das Erbe der New-Deal-Projekte mit der Zeit verblasst. Historiker und Forscher haben jedoch unermüdlich daran gearbeitet, digitalisierte Sammlungen und Archive von Eleanor Rosevelt's My Day-Kolumnen anzulegen. Ihre Unterstützung für Programme wie die durch Franklin D. Roosevelt's Executive Order 7027 geschaffene Resettlement Administration (RA), den Rural Electrification Act, die National Youth Administration, das Federal Theatre Project und Franklin D. Roosevelt's Court Packing Plan bzw. die Judicial Procedures Reform Bill of 1937 inspirierte selbst ihre Kritiker zu Diskussionen über Bürgerrechte, Frauenrechte und New-Deal-Programme, lange nachdem sie aufgehört hatte zu publizieren. Digitale Geschichtsprojekte wie The Living New Deal und das The Eleanor Roosevelt Papers Project haben erhebliche Anstrengungen unternommen, um einen Großteil ihrer Arbeit zu digitalisieren. Trotz einiger journalistischer Kontroversen über Roosevelts Schriften sind sich sowohl Befürworter als auch Gegner von My Day einig, dass die Kolumne für die amerikanische Gesellschaft von großer Bedeutung war. Ein Redakteur der New York Times bezeichnete My Day als „Pflichtlektüre für alle, die einen Einblick in die Politik der Regierung suchen“.